# Eleições gerais no Peru em 1995
As eleições gerais foram realizadas no Peru em 9 de abril de 1995, a primeira sob a constituição de 1993. O presidente Alberto Fujimori foi facilmente reeleito com 64,4% dos votos derrotando o ex-secretário-geral da ONU Javier Pérez de Cuéllar, enquanto sua aliança Cambio 90-Nova Maioria conquistou a maioria dos assentos no novo Congresso unicameral.

## Resultados eleitorais

### Presidente
| Candidato                            | Partido                                        | Votos      | %      |
| ------------------------------------ | ---------------------------------------------- | ---------- | ------ |
| Alberto Fujimori                     | Cambio 90                                      | 4,798,515  | 64.42  |
| Javier Pérez de Cuéllar              | União para o Peru                              | 1,624,566  | 21.81  |
| Mercedes Cabanillas                  | Aliança Popular Revolucionária Americana       | 306,108    | 4.11   |
| Alejandro Toledo                     | Possível Peru                                  | 241,598    | 3.24   |
| Ricardo Belmont                      | Movimento de Obras Civis                       | 192,261    | 2.58   |
| Raúl Diez Canseco                    | Ação Popular                                   | 122,383    | 1.64   |
| Ezequiel Ataucusi                    | Frente Popular Agrícola do Peru                | 57,556     | 0.77   |
| Agustín Haya de la Torre             | Esquerda Unida                                 | 42,686     | 0.57   |
| Luis Cáceres Velásquez               | Frente Nacional dos Trabalhadores e Camponeses | 25,017     | 0.34   |
| Sixtilio Dalmau                      | Movimento Novo Peru                            | 9,999      | 0.13   |
| Víctor Echegaray                     | Partido Reformista do Peru                     | 9,105      | 0.12   |
| Edmundo Inga                         | Alternativa Peru Puma                          | 7,006      | 0.09   |
| Miguel Campos                        | Paz e Desenvolvimento                          | 6,337      | 0.09   |
| Carlos Cruz                          | Frente Independente de Reconciliação Nacional  | 5,249      | 0.07   |
| Total                                | Total                                          | 7,448,386  | 100.00 |
|                                      |                                                |            |        |
| Votos válidos                        | Votos válidos                                  | 7,448,386  | 82.12  |
| Votos inválidos/em branco            | Votos inválidos/em branco                      | 1,621,258  | 17.88  |
| Total de votos                       | Total de votos                                 | 9,069,644  | 100.00 |
| Eleitores registrados/comparecimento | Eleitores registrados/comparecimento           | 12,280,538 | 73.85  |
| Fonte:                               |                                                |            |        |

### Congresso
| Partido                                        | Votos      | %      | Assentos | +/–  |
| ---------------------------------------------- | ---------- | ------ | -------- | ---- |
| Cambio 90                                      | 2,277,423  | 52.10  | 67       | +35  |
| União para o Peru                              | 611,804    | 14.00  | 17       | Novo |
| Aliança Popular Revolucionária Americana       | 285,526    | 6.53   | 8        | –45  |
| Frente Moralizadora Independente               | 213,777    | 4.89   | 6        | –1   |
| Possível Peru                                  | 181,397    | 4.15   | 5        | Novo |
| Ação Popular                                   | 146,018    | 3.34   | 4        | –22  |
| Partido Popular Cristão                        | 135,236    | 3.09   | 3        | –22  |
| Movimento de Renovação                         | 130,060    | 2.98   | 3        | Novo |
| Movimento de Obras Civis                       | 87,252     | 2.00   | 2        | Novo |
| Esquerda Unida                                 | 82,061     | 1.88   | 2        | –14  |
| Frente Popular Agrícola do Peru                | 46,990     | 1.08   | 1        | +1   |
| Frente Nacional dos Trabalhadores e Camponeses | 46,728     | 1.07   | 1        | –2   |
| Movimento Agrário Independente                 | 34,463     | 0.79   | 1        | Novo |
| Movimento Novo Peru                            | 29,557     | 0.68   | 0        | Novo |
| Partido Reformista do Peru                     | 13,102     | 0.30   | 0        | Novo |
| Alternativa Peru Puma                          | 12,391     | 0.28   | 0        | Novo |
| Apertura para el Desarrollo Nacional           | 10,752     | 0.25   | 0        | Novo |
| Frente Independente de Reconciliação Nacional  | 10,314     | 0.24   | 0        | Novo |
| Movimento Inca Independente                    | 9,598      | 0.22   | 0        | Novo |
| Movimento Social Independente                  | 6,588      | 0.15   | 0        | Novo |
| Total                                          | 4,371,037  | 100.00 | 120      |      |
|                                                |            |        |          |      |
| Votos válidos                                  | 4,371,037  | 53.11  |          |      |
| Votos inválidos/em branco                      | 3,859,209  | 46.89  |          |      |
| Total de votos                                 | 8,230,246  | 100.00 |          |      |
| Eleitores registrados/comparecimento           | 12,280,538 | 67.02  |          |      |
| Fonte:                                         |            |        |          |      |